# Hans Sachse (Goetheforscher)
Hans Sachse (* 6. Juni 1906 in Berlin; † 6. Dezember 1985 in Elmshorn) war ein deutscher Arzt und Goetheforscher.

## Leben
Im Jahre 1945 überlebte Sachse den Untergang des Flüchtlingsschiffs „Steuben“. Nach dem Zweiten Weltkrieg arbeitete er als Facharzt für Chirurgie in Elmshorn. 
Sachse war Sachse Mitglied der Goethe-Gesellschaft in Weimar und trat auch als Goethe-Forscher hervor. Er publizierte mehrere Bücher über Goethe. Er trug eine ca. 3000 Bände umfassende Goethe-Bibliothek zusammen, die auch sehr seltene und abgelegene Kleinschriften enthält. Die Sammlung gelangte als Teilnachlass unter Paul Raabe in die Herzog August Bibliothek in Wolfenbüttel.

## Schriften
- Goethes „Chinesisch-deutsche Tages- und Jahreszeiten“: ein verschlüsseltes Gedenkblatt; Beitrag zum Thema Goethe und die Weltliteratur. Augustin, Glückstadt 1971.
- Über zwei Rätsel von Goethe. In: Goethe-Jahrbuch. Bd. 89 (1972), S. 209–234.
- Zu Goethes Gedicht „Dämmrung senkte sich von oben“. Eine Textkorrektur. In: Goethe-Jahrbuch. Bd. 92 (1975), S. 292f.
- Und abermals zu Goethes Logogriph: kritische Bemerkungen zum Lösungsversuch von Gustav Lohmann. In: Goethe-Jahrbuch. Bd. 93 (1976), S. 199–205.
- Textkritisches zu den Drucken von Goethes Gedicht „Das Tagebuch“. In: Goethe-Jahrbuch. Bd. 96 (1979), S. 291–298.
- Neues Leben – neue Liebe: Goethe und das Buch Suleika. Augustin, Glückstadt 1982, ISBN 3-87030-115-5.
- Goethes „Logogryph“ und „DasTagebuch“. In: Goethe yearbook. Bd. 2 (1984), S. 117–120.
- Gespräch über E. Th. A. Hoffmanns Märchen vom „Meister Floh“ und Goethes Gedicht „Das Tagebuch“. In: Goethe-Jahrbuch. Bd. 101 (1984), S. 310–320.
- Goethes Gedicht „Das Tagebuch“. Ein verschwiegenes Bekenntnis. Selbstverlag, Elmshorn 1985.